# Muntura Contax G
La muntura Contax G, introduïda el 1994 per Kyocera, està dissenyada pel seu ús amb càmeres telemètriques analògiques de 35mm, com la Contax G1, la primera de la sèrie.
La muntura té un diàmetre de 44mm i una distància focal de brida de 29mm.
Aquesta muntura utilitza un mecanisme de bloqueig de recamara similar a la muntura Canon FD i FL.
El sistema Contax G ofereix enfocament automàtic, exposició automàtica, mesura de llum, flaix TTL i avançament i rebobinat automàtic de la pel·lícula.
L'abril del 2005, Kyocera va anunciar que es retirava del negoci de càmeres i que deixaria tota activitat relacionada amb la fabricació de càmeres Contax a finals d'any, la qual cosa va significar el final de la muntura G.

## Esquema de noms de les càmeres amb muntura G
Els dos únics models de càmeres amb aquesta muntura van sortir al mercat per fer la competència a la Leica M7, la Cosina Voigtländer Bessa-R i la Konica Hexar RF.

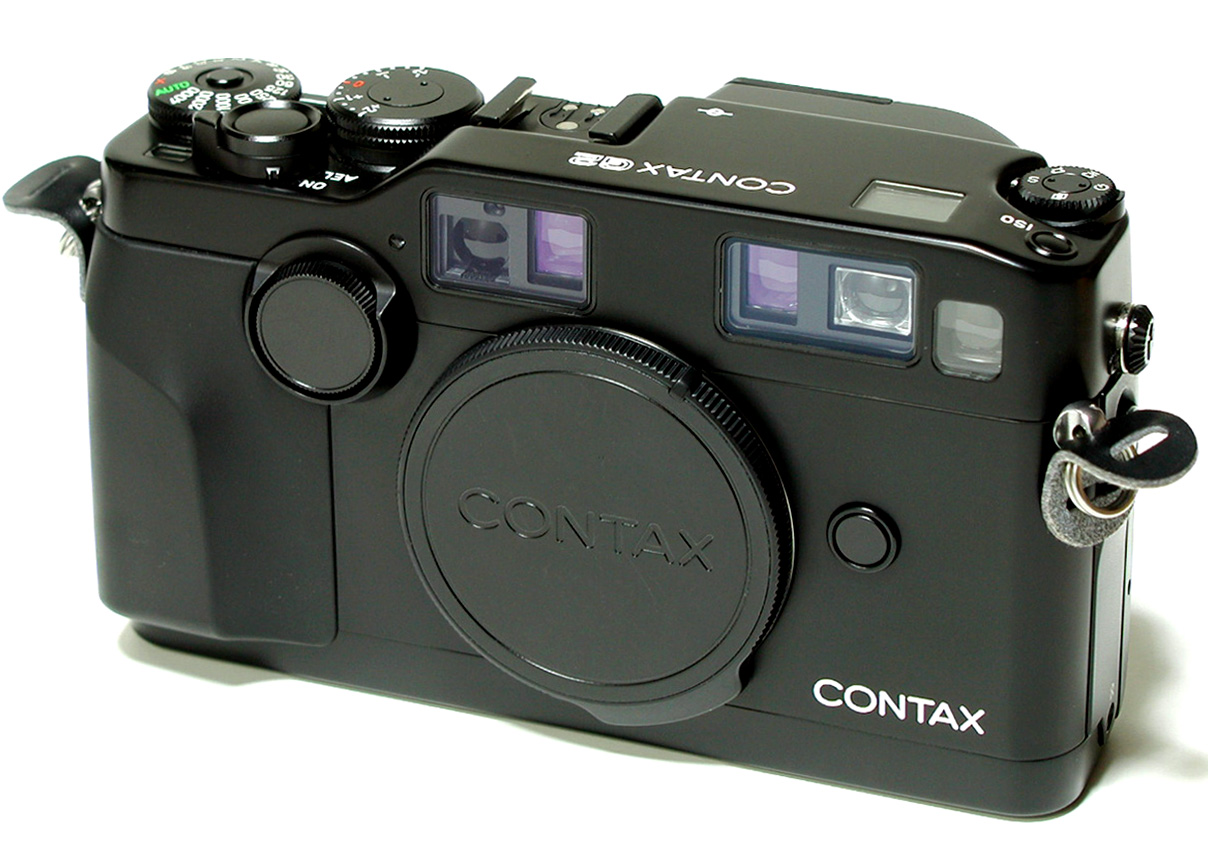
Contax G2

| Model     | Any  |
| --------- | ---- |
| Contax G1 | 1994 |
| Contax G2 | 1996 |

## Objectius
El visor de les càmeres d'aquesta muntura fa zoom quan es munta un objectiu per així ajustar-se a la distància focal de la lent, menys amb les òptiques de 16mm i 21mm que s'han d'usar els visors de zapata, ja que el visor incorporat és de 28mm en la focal més angular.

### Fixos

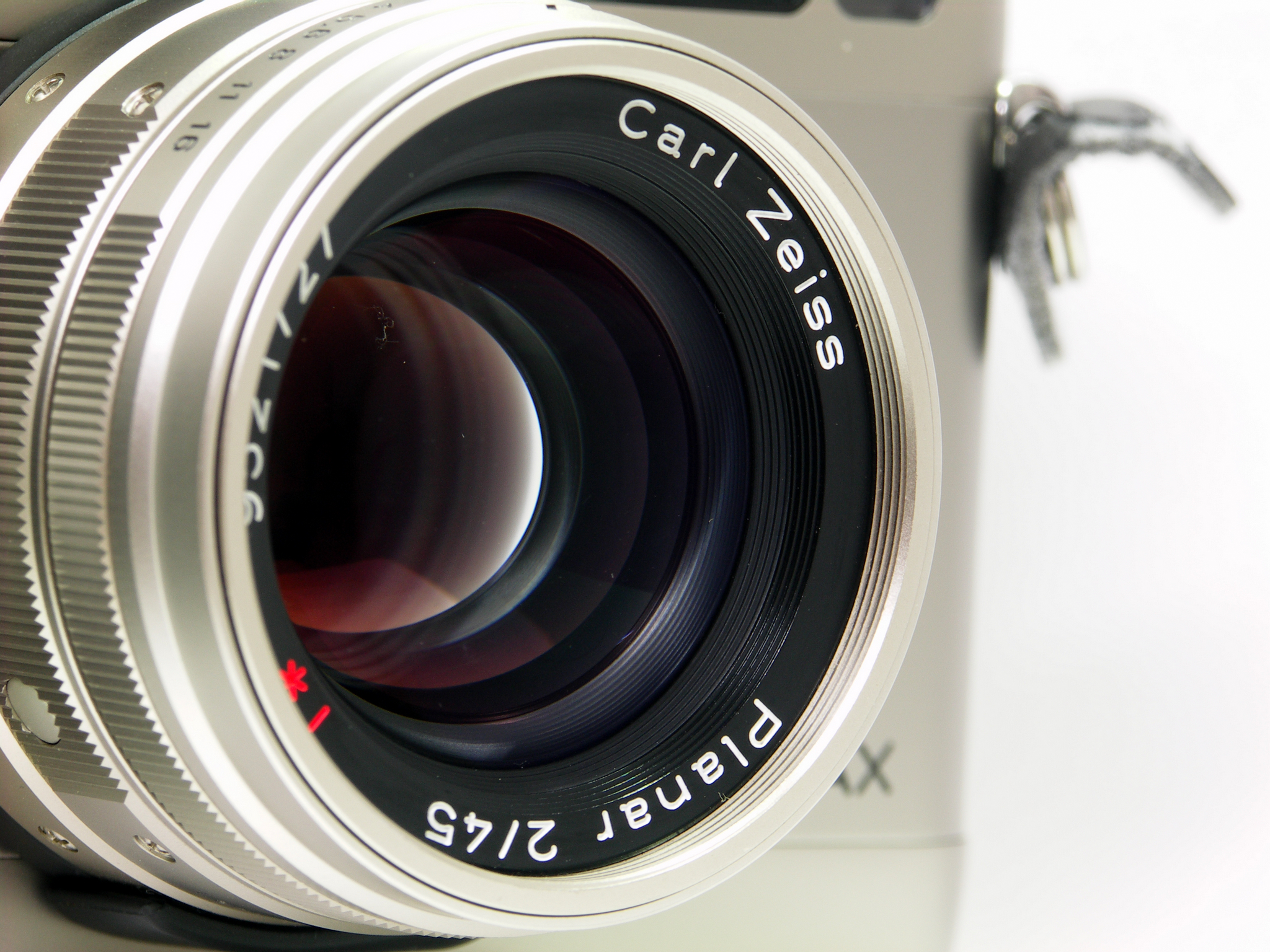
Carl Zeiss Planar T* 45mm f/2

| Distància focal | Obertura | Any  | Distància mínima d'enfoc | Diametre de filtre |
| --------------- | -------- | ---- | ------------------------ | ------------------ |
| 16mm            | 8.0      | 1994 | 0.30m                    | -                  |
| 21mm            | 2.8      | 1996 | 0.50m                    | 55mm               |
| 28mm            | 2.8      | 1994 | 0.50m                    | 46mm               |
| 35mm            | 2.0      | 1996 | 0.50m                    | 46mm               |
| 45mm            | 2.0      | 1994 | 0.50m                    | 46mm               |
| 90mm            | 2.8      | 1994 | 1.00m                    | 46mm               |

### Zoom
| Distància focal | Obertura | Any  | Distància mínima d'enfoc | Diametre de filtre |
| --------------- | -------- | ---- | ------------------------ | ------------------ |
| 35-70mm         | 3.5-5.6  | 1999 | 1.00m                    | 46mm               |

## Adaptadors
Contax va llançar l'adaptador GA-1, un adaptador mecànic el qual permet utilitzar lents amb muntura Contax/Yashica SLR a càmeres amb muntura G. Amb aquest adaptador es perd l'enfocament automàtic i s'ha de mirar la distància d'enfocament des del sistema AF electrònic i ajustar-lo a la lent.